# Kaléta
 (décembre 2018).
Si vous disposez d'ouvrages ou d'articles de référence ou si vous connaissez des sites web de qualité traitant du thème abordé ici, merci de compléter l'article en donnant les références utiles à sa vérifiabilité et en les liant à la section « Notes et références ».

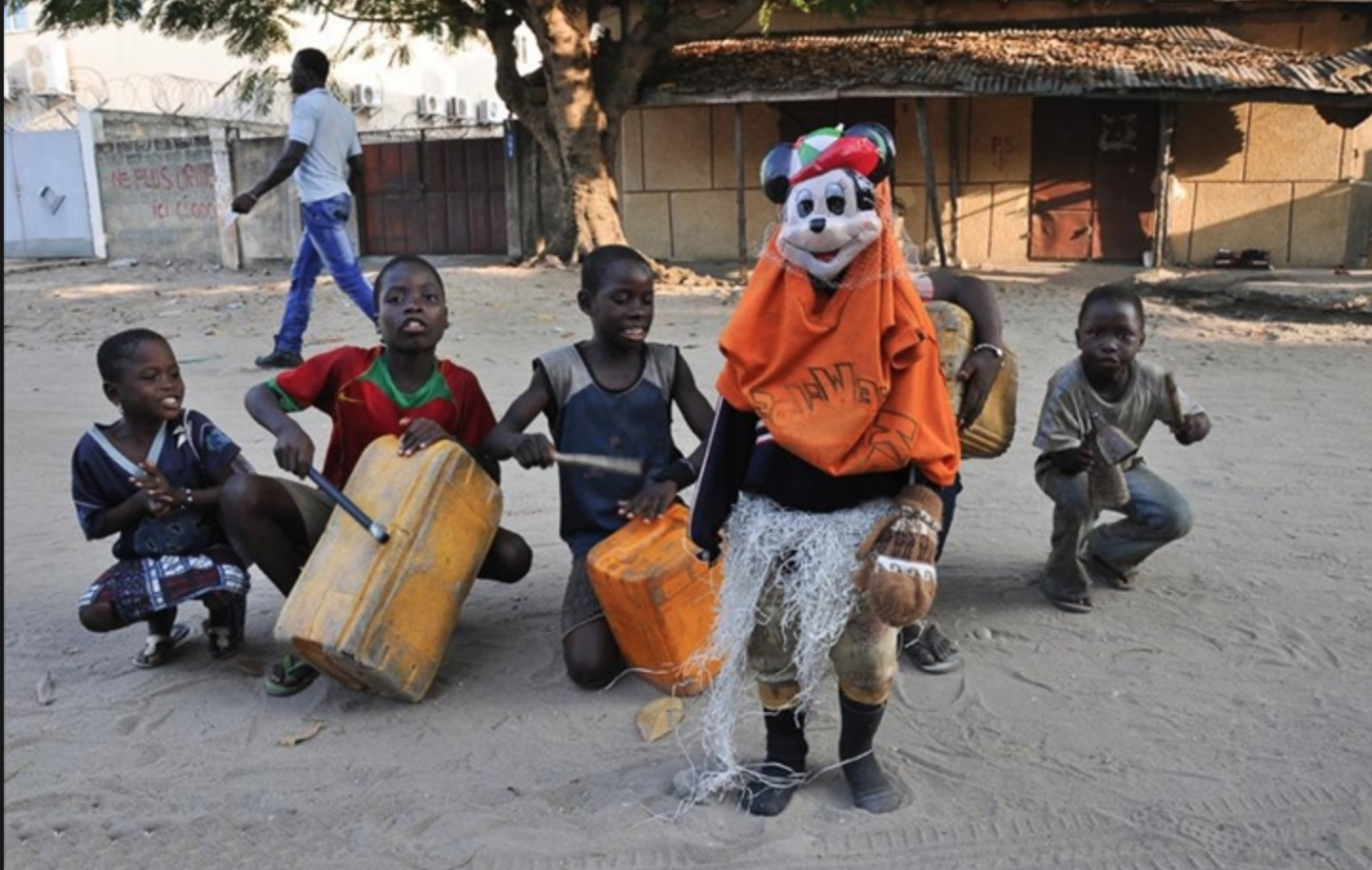
Groupe d'enfants jouant au Kaléta au Bénin

Le Kaléta ou Caléta est une société de masques du sud du Bénin. Importé du Brésil au milieu du XIXe siècle par d'anciens esclaves, le Kaléta est formé de groupes de personnes masquées, accompagnées de chanteurs, de danseurs et des joueurs d'instruments.

## Histoire
D'origine afro-brésilienne, le Kaléta est arrivé au Bénin dans les années 1830 et 1835, avec le retour d'anciens esclaves libérés. Cette société de masques est composée de groupes d'adultes, d'adolescents et d'enfants masqués, accompagnés de danseurs, de chanteurs et de joueurs de divers instruments de musique. Le Kaléta danse lors des fêtes et réjouissances populaires.
À Noël, les enfants se déguisent en Kaléta et passent de maison en maison, en dansant et en chantant des chansons populaires. Dans les maisons où ils passent, ils sont gratifiés de pièces d'argent ou de friandises, que les membres du groupe se partagent. À la fin de chaque prestation, ils entonnent des chansons de remerciement, et le Kaléta danse à nouveau pour exprimer la gratitude du groupe envers leurs donateurs.

## Portrait et acteurs

### Portrait et adhésion
Le Kaléta est une personne vêtue d'un accoutrement de clown et portant un masque durant une manifestation de danses du même nom. En dehors du fait que le porteur du masque doit être un excellent danseur, il ne doit pas être une fille pour être conforme aux habitudes. Les jeunes filles font souvent partie du groupe des choristes et chanteurs. Même si tout le monde peut y participer sans exception, il est souvent pratiqué par de jeunes enfants et adolescents,.
Pour adhérer au groupe, il n'est pas nécessaire d'avoir une formation ou une initiation ou un lien héréditaire pour le devenir. Il suffit de savoir danser ou chanter car les connaissances se transmettent de génération en génération.

### Acteurs
Comme dans tout groupe organisé, le groupe Kaléta est constitué de quatre catégories d'acteurs, jouant chacun un rôle bien précis, pour la réussite du spectacle. Il s'agit  :
- du kaléta, vêtu d'un costume à base de pailles, de gants, et d'étoffes déchirées ; il porte un masque au visage et est le principal danseur du groupe ;
- des choristes, qui sont les chanteurs du groupe ;
- du chef du groupe Kaléta, qui joue très souvent également le rôle de maître de chœur ;
- des instrumentalistes, qui jouent les instruments de musique à savoir tam-tam, gon, kpanou, etc.

## Festivals
Le Festival Kaléta et des Arts Agouda a lieu chaque année dans la ville de Ouidah, pour préserver et promouvoir ce patrimoine culturel béninois, qui tend à disparaître. En 2017, il était à sa quatorzième édition.

## Galerie

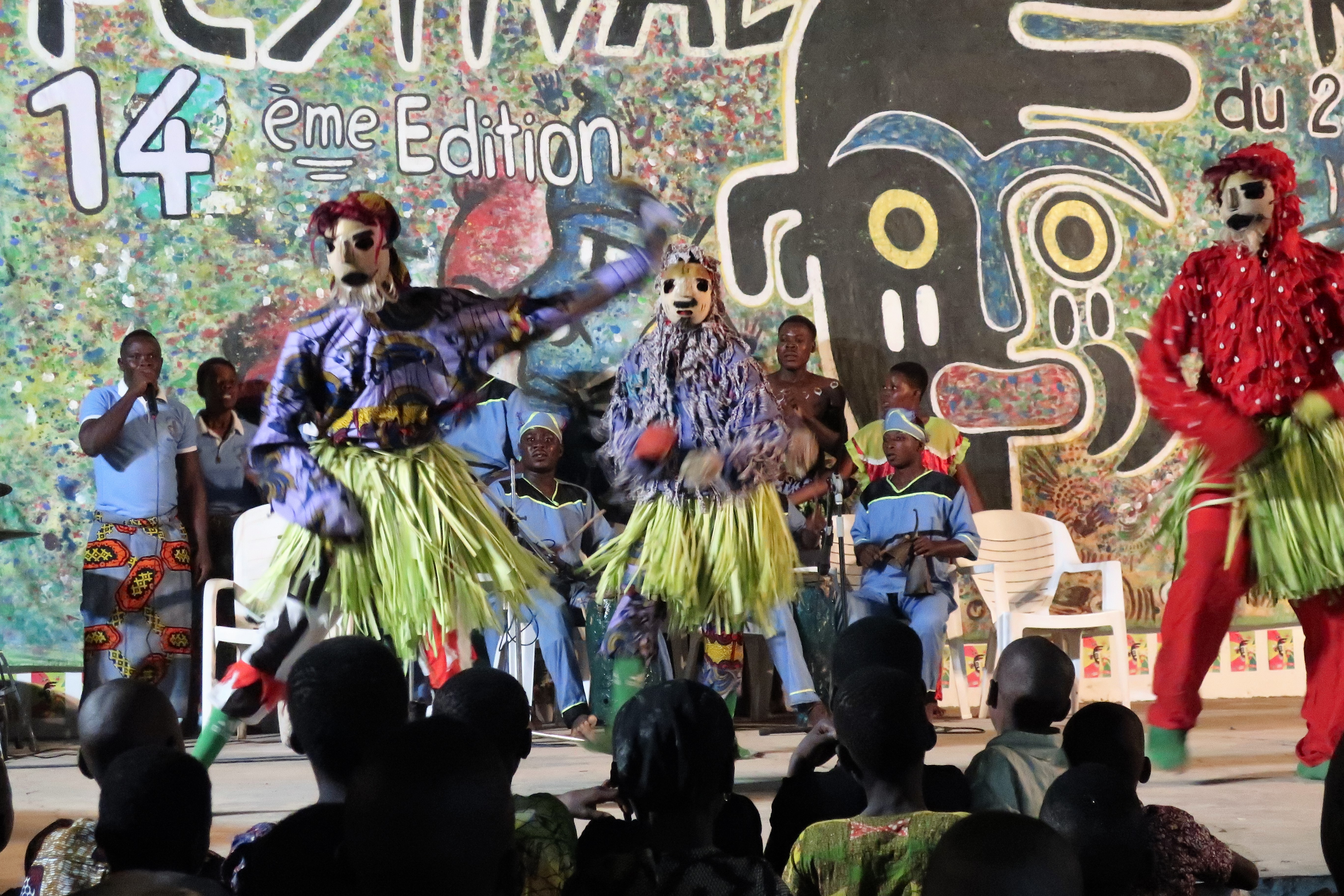
Festival Kaleta Ouidah Benin 2017.
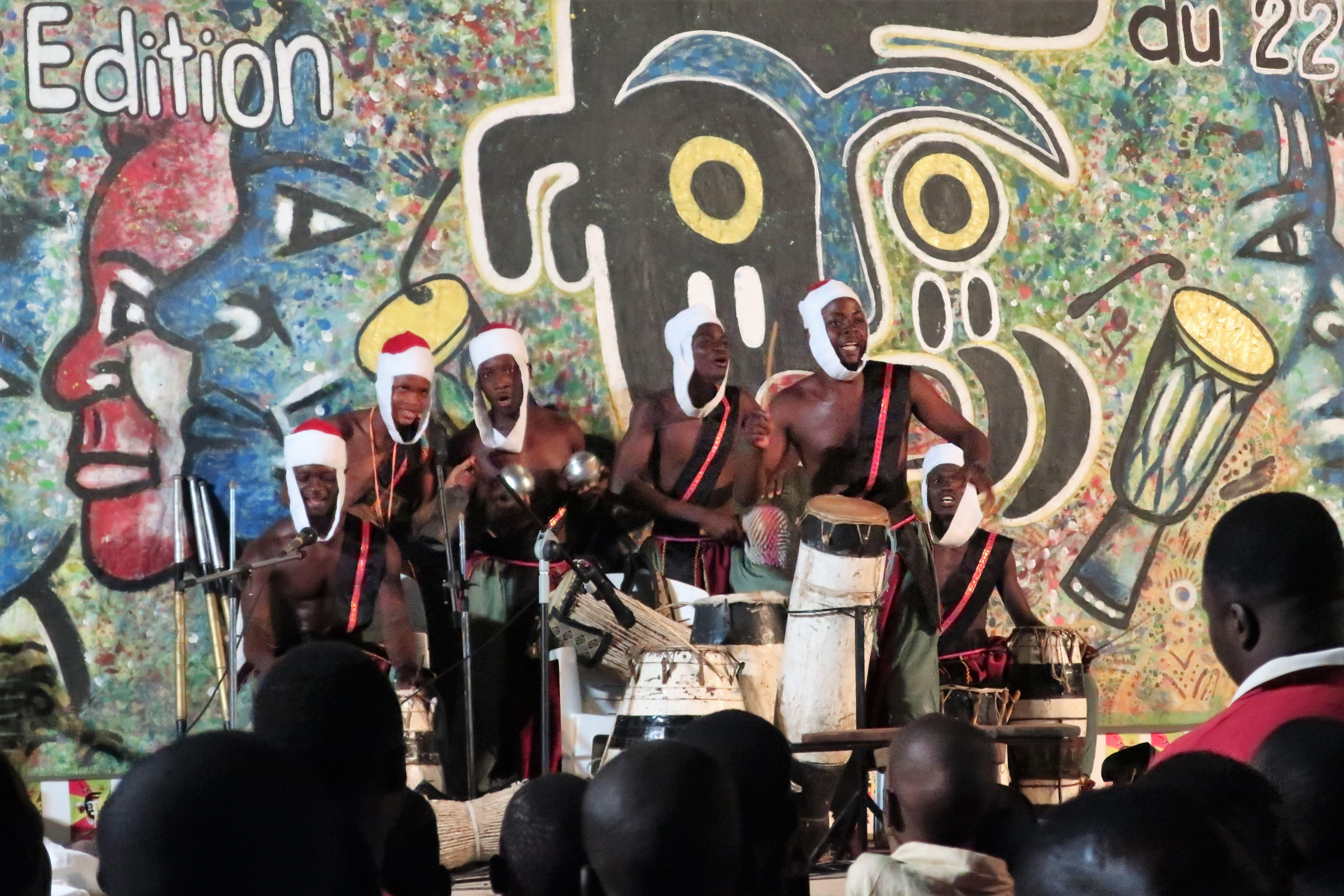
Festival Kaleta Ouidah Benin 2017.
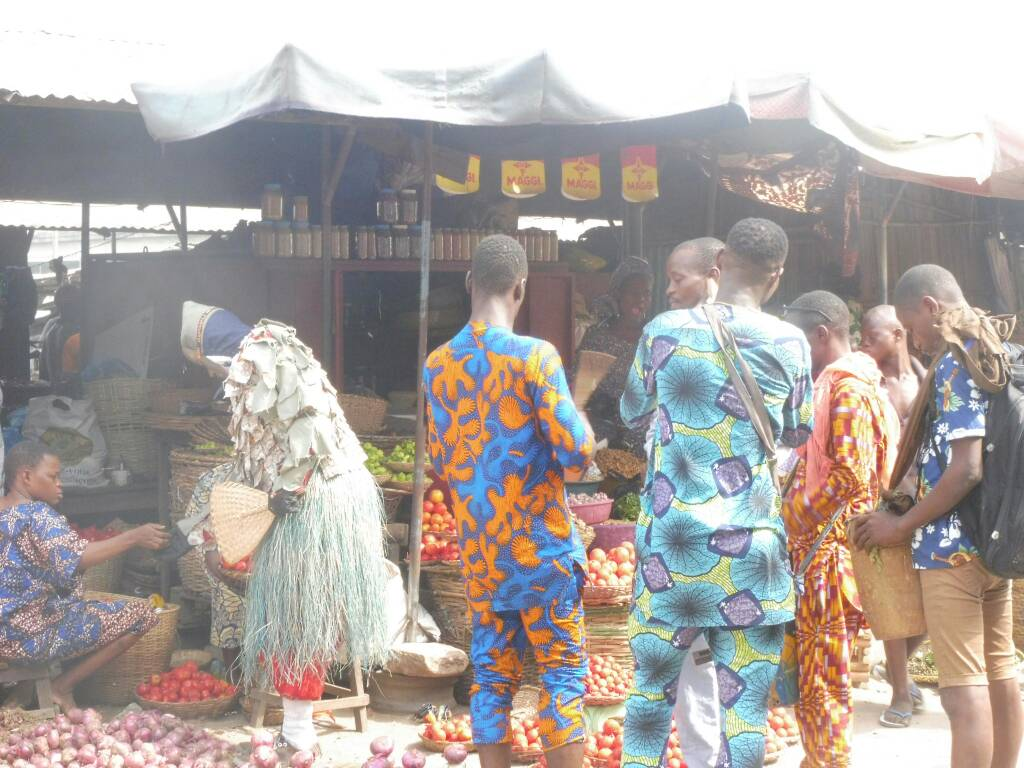
Kaléta sur la place du marché.
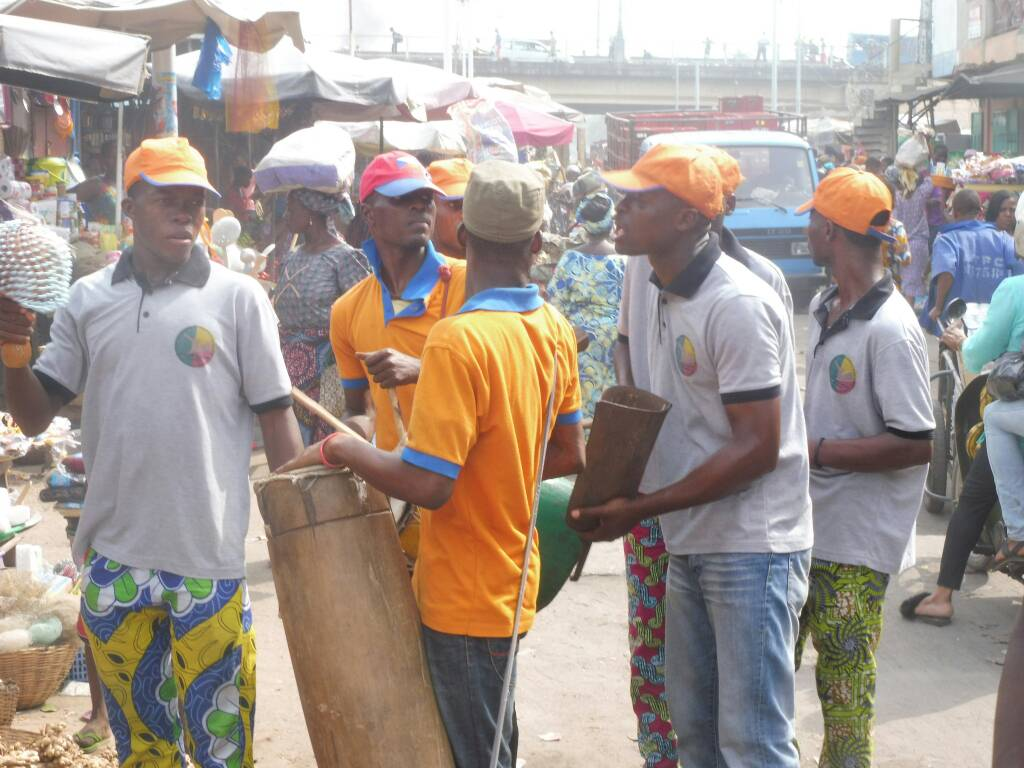
Musiciens accompagnant le Kaléta au Bénin.